# Фомина (река)
Фомина — река в России, течёт по территории Алексеевского и Пермогорско сельских поселений Красноборского района Архангельской области. Устье реки находится в 26 км по правому берегу реки Лябла. Длина реки составляет 12 км.

## Данные водного реестра
По данным государственного водного реестра России относится к Двинско-Печорскому бассейновому округу, водохозяйственный участок реки — Северная Двина от впадения реки Вычегда до впадения реки Вага, речной подбассейн реки — Северная Двина ниже места слияния Вычегды и Малой Северной Двины. Речной бассейн реки — Северная Двина.
Код объекта в государственном водном реестре — 03020300112103000026398.